# Dasychira phaeosticta
Dasychira phaeosticta är en fjärilsart som beskrevs av Collenette 1937. Dasychira phaeosticta ingår i släktet Dasychira och familjen tofsspinnare. Inga underarter finns listade i Catalogue of Life.